# Mårten Grunditz
Mårten Henrik Grunditz, född 25 januari 1949 i Växjö, död 27 januari 2015 i New York, var en svensk ämbetsman och diplomat. Han var Sveriges ambassadör vid Förenta nationerna 2010–2015.

## Biografi
Grunditz började arbeta vid Utrikesdepartementet 1973 och har tjänstgjort i Peking och Washington, D.C. som ambassadsekreterare, i Genève som ambassadråd och 1993–1998 som minister och andreman vid ambassaden i London. Han var därefter departementsråd och chef för UD:s enhet för europeisk integration 1998–1999 och enheten för Europeiska unionen 1999–2002 och hade därmed en nyckelroll under det svenska ordförandeskapet i EU våren 2001. Åren 2002–2008 var han ambassadör i Aten och 2008–2010 chef för Sekretariatet för EU-möten i Sverige 2009 (SES 09) med uppgift att förbereda och samordna det svenska ordförandeskapet i EU hösten 2009.